# Thomas Jefferson (athlétisme)
Pour les articles homonymes, voir Thomas Jefferson (homonymie) et Jefferson.
Thomas Théodore Jefferson, né le 8 juin 1962, est un athlète américain, évoluant surtout sur le 200 mètres.
Il participe aux Jeux olympiques d'été de 1984 à Los Angeles, remportant la médaille de bronze sur 200 m derrière ses compatriotes Carl Lewis et Kirk Baptiste.

## Palmarès

### Jeux olympiques d'été
- Jeux olympiques d'été de 1984 à Los Angeles ( États-Unis)
  -  Médaille de bronze sur 200 m

### Championnats du monde d'athlétisme en salle
- Championnats du monde d'athlétisme en salle de 1991 à Séville ( Espagne)
  - 4e sur 200 m

## Sources
- (en) Cet article est partiellement ou en totalité issu de l’article de Wikipédia en anglais intitulé « Thomas Jefferson (athlete) » (voir la liste des auteurs).